# Massakern i Józefów
Massakern i Józefów var en massaker på polska judar i staden Józefów i provinsen Lublin den 13 juli 1942. Massakern utfördes av nazistiska reservpolisbataljon 101. Sammanlagt avrättades omkring 1 500 judar, även om man tappade räkningen ett tag in på dagen. I Józefów finns idag ett minnesmärke över händelsen.

## Bakgrund

### Józefów
Józefów grundades under första hälften av 1800-talet som en polsk-judisk bosättningsplats. Den senare gruppen dominerade stadslivet och ägde i slutet av 1800-talet hela stadskärnan. Många av stadsborna var sysselsatta med tryckning av religiös litteratur, en verksamhet som var kännetecknande för den lilla staden. Denna verksamhet var så omfattande att böcker såldes även till andra europeiska länder, och även Turkiet. En bit in på 1900-talet avtog den emellertid, dels beroende på en tilltagande konkurrens från närliggande tryckerier och dels på grund av den sovjetiska censuren.
Före andra världskriget uppgick den judiska befolkningen till omkring 2 000, ungefär 60% av hela stadens befolkning. I september 1939, strax efter krigets utbrott, bombades Józefów av tyska Luftwaffe vilket förstörde stora delar av staden. Strax därefter ockuperade Sovjetunionen staden, men drog sig snart tillbaka. Omkring 1 000 judar följde soldaterna och flyttade till Sovjetunionen, vilket lämnade den fattigare delen av invånarna kvar. 
Den 18 mars 1941 förflyttades 600 judar från den polska staden Konin till Józefów. Utrymmet var begränsat och tärde på både den nya och den ursprungliga befolkningen. Den fattiga befolkningens situation förvärrades i augusti samma år, då flera hus brändes ned och omkring 200 människor blev hemlösa. Vid denna tidpunkt uppgick den judiska befolkningen till 2 147 personer.
Den 1 maj 1942 genomförde nazisterna sin första aktion i staden. Gestapo-trupper från Biłgoraj arresterade då 20 judar som var uppsatta på en särskild lista och anklagades för att vara kommunister. Vad som hände med dessa judar har inte kunnat fastställas. En och en halv vecka senare, den 11 maj, anlände en ny nazistisk grupp. De sköt ihjäl 130 judar, vilket var den största massakern i staden före den 13 juli.

### Reservpolisbataljon 101
Reservbataljon 101 var en del av den nazistiska ordningspolisen. Denna inrättades under mellankrigstiden och växte snabbt strax innan kriget. Anledningen till detta var främst att män som sökte till ordningspolisen slapp militär värnpliktstjänst. Vid tidpunkten för krigets utbrott ingick 131 000 män i ordningspolisen. Denna gren av polisen var ursprungligen inte tänkt att användas i annat än civila ändamål, men krigets expansion gjorde det nödvändigt att använda sig av allt manskap som fanns att tillgå. Ordningspolisen organiserades i bataljoner om 500 man vardera, och dessa nådde 101 stycken i juli 1940.
Polisbataljon 101 tjänstgjorde i distriktet Lublin mellan 1942 och 1943. Vid Tysklands invasion av Polen i september 1939 anslöts denna polisbataljon till en arméenhet och begav sig till Polen. I december samma år byttes omkring 100 av poliserna ut mot medelålders reservister. Från denna tidpunkt fram till maj 1941 ingick vakttjänstgöring vid judeghetton, "pacificeringsaktioner" och våldsamma evakueringar bland bataljonens uppgifter. I maj byttes alla de ursprungliga poliserna i bataljonen ut mot reservister och enheten blev därmed en ren reservistbataljon.

## Massakern
Efter en tids tjänstgöring vid deportationer och vakttjänst fick bataljonens stab den 11 juli 1943 order om att samla ihop alla arbetsföra män i staden Józefów för att sätta dem i lägerarbete samt avrätta alla kvinnor, barn och åldringar. Den som mottog ordern var bataljonens ledare Wilhelm Trapp, en femtiotreårig veteran från första världskriget. Alla bataljonens förband, förutom tredje plutonen i tredje kompaniet, samlades ihop och förbereddes för den kommande uppgiften (några män ur första kompaniet var dock redan på plats i Józefów). Deras lastbilskonvoj avgick från Bilgoraj klockan två på natten och kom fram några timmar senare.
Dagen inleddes med att alla poliser ställdes i en rad varpå Trapp erbjöd dem som inte ville delta i aktionen att stiga åt sidan utan några repressalier. Efter en stunds väntan steg en man ur ledet. Mannen tillhörde tredje kompaniet, som leddes av kapten Wolfgang Hoffman, och möttes direkt av en utskällning från denne. Efter att Trapp tillrättavisat kaptenen för detta steg ytterligare tio-tolv man ur ledet, sammanlagt högst tretton man av knappt femhundra. Därefter gavs order om att två plutoner skulle omringa byn och skjuta ned alla som försökte fly. Resten av manskapet skulle samla ihop alla judar på torget. Order gavs även om att skjuta ned dem som var för svaga för att gå på plats, inklusive spädbarn. Några män ur första kompaniet skulle samla ihop arbetsföra män och resten av kompaniet bilda exekutionsplutoner i skogen. En pluton ur tredje kompaniet skulle tillsammans med andra kompaniet sköta lastbilstrafiken från torget till skogen.
Trots ordern om att skjuta alla spädbarn på plats tilläts nästan alla mödrar ta med sig sina barn till torget. De arbetsföra männen samlades ihop och fördes med tåg till ett arbetsläger i Lublin. Samtidigt började de kvarvarande judarna att forslas till skogen. Den första gruppen bestod av trettiofem till fyrtio personer som var och en tilldelades en personlig bödel. Kapten Wohlauf hade letat upp och förberett avrättningsplatser, dit judarna leddes och beordrades att lägga sig på marken. Bakom varje jude ställde sig en polisman och placerade bajonetten ovanför skulderbladen för att sikta. Ordern gavs och alla sköt samtidigt. Samtidigt som detta utspelade sig förberedde sig en andra exekutionspluton för samma uppgift i en annan del av skogen. Man valde att placera avrättningsplatserna en bit ifrån varandra för att de ännu levande judarna inte skulle se de avrättade. Samma procedur upprepades hela dagen, med enda undantag för en middagsrast. Efter att dödandet fortgått några timmar delades sprit ut till bödlarna. Vissa av skyttarna började må dåligt av avrättningarna och ville dra sig ur. Några anmälde sig till fanjunkaren Kammer och bad om andra uppgifter. Andra försökte undkomma uppgiften på andra sätt, bland annat genom att avsiktligt missa skotten. Ytterligare andra stannade vid torget, tog extra lång tid på sig att genomsöka husen eller smet från uppgiften och gömde sig tillfälligt i byprästens trädgård. De allra flesta genomförde dock uppgiften utan försök att slippa, närmare bestämt omkring 80% av bataljonen. Männen i tredje plutonen ur andra kompaniet gavs exempelvis ytterligare en möjlighet att undslippa själva avrättningarna, men ingen tog erbjudandet.
Vid niotiden på kvällen hade de sista judarna dödats. Deras bagage och kläder som lämnats på torget brändes upp. Ingen nedgrävning av liken skedde. Precis innan avfärden dök en tioårig flicka upp från skogen med ett blödande sår i huvudet. Major Trapp lät ta med henne till Biłgoraj. Vid ankomsten till förläggningen i Biłgoraj delades mer sprit ut till männen, och de flesta var skakade av vad som företagits. I polisförhör långt senare hävdade de flesta att de inte haft något val. Andra försökte rationalisera vad de gjort, bland annat genom att hävda att om inte de själva hade utfört avrättningarna hade någon annan gjort det.
Sammanlagt avrättades omkring 1 500 judar i Józefów den dagen.